# Berenika IV
Berenika IV – gr. – basilissa Berenike IV - królowa Berenika IV - (ur. 78 p.n.e., zm. 55 p.n.e.) władczyni Egiptu z dynastii Ptolemeuszów, córka Ptolemeusza XII Auletesa i nieznanej nam z imienia matki, żona Seleukosa i Archelaosa. Siostra Kleopatry VI i Kleopatry VII Wielkiej. 
Po ucieczce ojca z Egiptu wraz ze swoją starszą siostrą Kleopatrą VI Tryfajną przejęła ster rządów w kraju, a po śmierci siostry rozpoczęła rządy samodzielne. Chcąc umocnić podstawy swoich rządów, po wcześniejszym odpadnięciu innych kandydatów na męża m.in. Filipa, wnuka Antiocha VIII Gryposa, poślubiła Seleukosa, który nie spełnił nadziei Bereniki na dobrego męża i współwładcę i został czym prędzej uduszony. Nowym mężem został podający się za syna Mitrydatesa VI Eupatora Archelaos, którego poślubiła wiosną 56 p.n.e.
W kwietniu 55 p.n.e. Ptolemeusz XII przy wsparciu armii rzymskiego namiestnika Syrii Gabiniusza, pragnąc powrócić na tron, wkroczył do Egiptu i rozbił oddziały Archelaosa, który poległ w walce, a pojmaną Berenikę i jej zwolenników nakazał stracić.